# Samarska Państwowa Akademia Obwodowa (Najanowej)
Samarska Państwowa Akademia Obwodowa (Najanowej) (ros. Самарская государственная областная академия (Наяновой)) – rosyjska państwowa uczelnia wyższa typu akademickiego w Samarze, kształcąca wielodziedzinowo. Jedyna rosyjska akademia w oficjalnej nazwie podająca nazwisko rektora (jest nim Marina Najanowa).

## Historia
Akademia została powołana przez administrację obwodu Samara w 1988. 

## Program dydaktyczny
Państwowa Akademia Obwodowa jest budżetową instytucją edukacyjną, która oferuje programy szkoleniowe dla wszystkich poziomów kształcenia (od przedszkolnego do podyplomowych), w ramach kształcenia stacjonarnego i korespondencyjnego na kierunkach: 
- matematyka,
- filozofia,
- kierunki chemiczno-biologiczne,
- ekonomia,
- prawo,
- zarządzanie,
- stosunki międzynarodowe,
- turystyka,
- ekologia.

### Koncepcja kształcenia ustawicznego realizowana w akademii
Koncepcja kształcenia opiera się na rozwoju modelu kształcenia obejmującego 7 etapów. Każdy etap odpowiada poziomowi programów edukacyjnych (w wieku przedszkolnym, podstawowy ogólny, podstawowy wspólny, średni ogólny,  wyższy bazowy, podyplomowy). Wszystkie programy oparte są na państwowych standardach edukacyjnych, realizowane są etapami:
- etap 1 - przedszkole: dla dzieci w wieku od 4 do 6 lat włącznie;
- etap 2 - szkoła podstawowa ogólna: klasy 1-4;
- etap 3 - szkoła podstawowa wspólna: klasy 5-7;
- etap 4 - profilowany (przedprofilowany i profilowany): klasy 8-11 z programem pierwszych dwóch lat wyższych studiów zawodowych;
- etap 5 - szkoła wyższa: klasy 12-15 (16) - zaliczenie wyższego wykształcenia;
- etap 6 - podyplomowy: aspirantura, studia doskonalące, różne rodzaje i poziomy staży naukowych i praktycznych;
- etap 7 - wielofunkcyjny: kształcenie ustawiczne jako zaspokajanie potrzeby życiowej[1].

## Podstawowe statystyki
W akademii studiuje 1300 osób, 70% kadry posiada stopnie i tytuły naukowe.
Do roku 2012 akademię opuściło 21 roczników absolwentów na poziomie szkoły średniej, 18 szkoły wyższej (liczba dyplomów ukończenia studiów z wyróżnieniem stale przekracza 60%) i 8 podyplomowych (66% obroniło dysertacje). 30% absolwentów przez ostatnie 23 lata uzyskało dyplom drugiej uczelni partnerskiej za granicą w USA, Francji, Irlandii i Wielkiej Brytanii, niektórzy bronią swoje prace dyplomowe w innych uczelniach rosyjskich i za granicą. 

## Osiągnięcia
Studenci akademii to bardzo często laureaci olimpiad, konkursów i zawodów na szczeblu miejskim, regionalnym, ogólnorosyjskim i międzynarodowym. 
Studenci matematyki stosowanej w finałach międzynarodowych zawodów w Los Angeles zajęli miejsce na podium wyprzedzając m.in. Harvard i Petersburg; inni wygrali mistrzostwa świata w debatach (Polska) czy też zajęli 1 miejsce w międzynarodowych mistrzostwach literackich (Japonia). 
Uczelnia posiada także osiągnięcia sportowe i w dziedzinie kultury i sztuki. W 1999 roku akademia znalazła się wśród 12 najlepszych uczelni w Rosji według oceny Ministerstwa Edukacji Federacji Rosyjskiej i czasopisma "Kariera".

## Współpraca międzynarodowa
Akademia współpracuje z 33 organizacjami i instytucjami międzynarodowymi.